# チャーリー・ウェラン
チャールズ “チャーリー”・アレグザンダー・ジェームズ・ウェラン（Charles "Charlie" Alexander James Whelan, 1954年2月3日）は、1992年から1999年まで、イギリスの財務大臣ゴードン・ブラウンにスピン・ドクターとして仕えたことで知られる人物。

## 経歴

### 生い立ち
1954年、公務員の息子としてサリーに生まれる。オターシャウの寄宿学校に通った後、ロンドン・シティ・オブ・ポリテクニック校（現在のロンドン・ギルドホール大学）に進学し、政治学を学んだ。
1980年、外国為替市場で両替商として働き、1981年から翌年まで、合同機械電気労働組合のジミー・アーリーにリサーチャー・アシスタントとして仕えた。また、1980年から1990年までの間、イギリス共産党にも参加していた。やがて、当時の労働党のホープ・ゴードン・ブラウンの元で働くようになり、ブラウンやトニー・ブレアらと共に党近代化運動に参加することになる。また、ブラウンと後のその妻サラ・マコーリーとの関係が公になったのも、2人のデート写真をマスコミにリークしたウェランの仕業であった。

### ブラウンの黒子に
次第にブラウンのスピン・ドクターとして認知されるようになるが、その仕事ぶりはブレアのスピン・ドクター、アリスター・キャンベル同様に悪名高かった。労働党が政権を獲得した後も、他の閣僚の中傷をマスコミにリークするなどしたことから彼を疎ましく思う者も多く、ブレア首相も何度もブラウンにウェランの解雇を要求したという。1999年、ブレア側近ピーター・マンデルソン貿易・産業相の金銭スキャンダルをリークしたことで彼が大臣の座を辞任に追い込まれると、ウェランに党内からの批判が集中して職を辞任。彼の存在もメディアに知られるようになった。辞任後もブラウンとの関係は続いていると言われる。
現在、イギリス最大の労働組合Uniteで働いている。同労組は、現在デレク・シンプソンとトニー・ウッドレーの間に対立が起きており、ウェランもここで何らかの行動を起こすのではないかとの観測がある。
英国政界の政治劇を描いたスティーヴン・フリアーズのTV作品『The Deal』では、デクスター・フレッチャーがその役を演じた。